# Bornella sarape
Bornella sarape is een slakkensoort uit de familie van de Bornellidae. De wetenschappelijke naam van de soort is voor het eerst geldig gepubliceerd in 1980 door Bertsch.